# Smyrniopsis
Smyrniopsis är ett släkte av flockblommiga växter. Smyrniopsis ingår i familjen flockblommiga växter.
Kladogram enligt Catalogue of Life:
| Smyrniopsis | \| \| Smyrniopsis aucheri \| \| \| \| \| \| Smyrniopsis behboudiana \| \| \| \| \| \| Smyrniopsis cachroides \| \| \| \| \| \| Smyrniopsis syriaca \| \| \| \| |
|             | \| \| Smyrniopsis aucheri \| \| \| \| \| \| Smyrniopsis behboudiana \| \| \| \| \| \| Smyrniopsis cachroides \| \| \| \| \| \| Smyrniopsis syriaca \| \| \| \| |
|             | Smyrniopsis aucheri |
|             | |
|             | Smyrniopsis behboudiana |
|             | |
|             | Smyrniopsis cachroides |
|             | |
|             | Smyrniopsis syriaca |
|             | |